# Citharinus latus
Citharinus latus är en fiskart som beskrevs av Müller och Troschel, 1844. Citharinus latus ingår i släktet Citharinus och familjen Citharinidae. IUCN kategoriserar arten globalt som livskraftig. Inga underarter finns listade i Catalogue of Life.